# Архелай (Кападокия)
Вижте пояснителната страница за други личности с името Архелай.
Архелай IV (на латински: Αρχέλαος) е последният цар на Кападокия. След това тя става римска провинция.

## Произход
Правнук е на Архелай – понтийски генерал през Първата Митридатова война.
По бащина линия е внук на Архелай II направен върховен жрец на град Комана в Кападокия през 60 пр.н.е. от Помпей. Архелай II е убит в битка срещу силите на Авъл Габиний, римския губернатор на Сирия през 55 пр.н.е.
Син е на Архелай III, върховен жрец на Комана, и съпругата му Глафира (за кратко време любовница на триумвира Марк Антоний).

## Управление
През 36 пр.н.е. Архелай IV е признат за цар от триумвира Марк Антоний, но след битката при Акциум, Архелай дезертира. Октавиан Август разширява царството му, като добавя към него територии от Киликия и Малка Армения. 
Той не е популярен сред поданиците си, които предявяват обвинение срещу него в Рим. В този случай той е защитен лично от Тиберий - тогава на генерал на служба при Август. Впоследствие Архелай е обвинен в заговор от вече станалия император Тиберий и територията на Кападокия е анексирана и обявена за римска провинция Кападокия.

## Потомство
От първия си брак (съпругата му не е известна) Архелай има две деца: син и дъщеря на име Глафира. 
По линия на дъщеря си е дядо на Тигран V и прадядо на Тигран VI, който става цар на Армения по времето на император Нерон. 
През 8 г. се жени за царица Питодорида и осиновява децата ѝ от първия й брак (с Полемон I, цар на Понт). Питодорида и Архелай нямат общи деца. Тя остава негова съпруга до смъртта му, след което се връща в Понт със семейството си.